# Geraint Anderson
Geraint Anderson (né en 1972 à Notting Hill, Londres) est un ancien analyste du secteur des services publics ayant travaillé à la City à Londres et aussi un chroniqueur de journal, plus connu pour sa chronique City Boy dans le journal thelondonpaper.

## Jeunesse
Troisième fils du politicien travailliste Donald Anderson, le baron Anderson de Swansea et son épouse missionnaire Dorothy, elle-même fille de missionnaires boliviens, il a été élevé chez ses parents à Londres, à Notting Hill. Anderson a fait ses études à la Fox School à Notting Hill et à la Latymer Upper School à Hammersmith. Prenant une année sabbatique en Asie, Anderson dit avoir vécu selon le mode de vie hippie et fumé de la drogue. Il a ensuite entrepris des études d'histoire au Queens 'College de l' Université de Cambridge, puis une maîtrise en révolutions de l'Université de Sussex. Il se rend ensuite à Goa, en Inde, où il gagne sa vie en tant que hippie vendant des babioles sur les plages de Goa.

## Carrière
En 1996, Hugh, le frère aîné d'Anderson, qui travaillait comme gestionnaire de fonds pour la banque d'investissement néerlandaise ABN Amro, lui a obtenu un entretien d'embauche dans cette même banque. Dans une interview ultérieure avec Al Jazeera, Anderson a déclaré qu'à cette époque, il ne savait rien de la finance ou du quartier londonien de la City. Anderson fut donc employé en tant qu'analyste en services publics, composant des modèles financiers de sociétés cotées en bourse. En cinq ans, son salaire avait grimpé de 24 000 à 120 000 £ ; les bonus de ces trois premières années : 14 000 £ ; 55 000 et 140 000 £. En 1997, il obtint un poste à la Société Générale, puis en 1999 à la Commerzbank.
En 2000, Anderson a rejoint Dresdner Kleinwort. Nommée en tête de la liste des sélectionneurs d'actifs deux années de suite, nommée chef adjoint de l'équipe de recherche sur les services publics, cette équipe arrive en deuxième place du classement du secteur des services publics et Anderson est à titre personnel classé comme le quatrième analyste le plus performant (sur environ 100).

## City Boy
Anderson a commencé à écrire sa chronique City Boy au troisième trimestre de 2006 pour thelondonpaper, chronique est devenu populaire auprès de certains lecteurs du récemment lancé journal gratuit.
Le 18 juin 2008, il fut révélé qu'Anderson était le chroniqueur City Boy de thelondonpaper,. La semaine suivante, il publie son premier livre: Cityboy: Confession d'un trader repenti.
Un deuxième livre Cityboy: 50 façons de survivre au crunch a été publié en novembre 2008. En 2010, Anderson a révélé qu'il travaillait sur un troisième livre, "Just Business". Il s'agit d'un homme qui écrit une chronique anonyme pour un journal londonien, obtient l'accès à l'ordinateur de son patron et découvre un délit majeur.

### Travaux d'Anderson
- Geraint Anderson : Bière et dégoût au Square Mile, Headline Book Publishing, 2008,  (ISBN 0-7553-4616-5)
- Geraint Anderson: "Cinquante façons de survivre à la crise", Headline Book Publishing, 2008,  (ISBN 0-7553-1946-X)
- Geraint Anderson: "Just Business", Édition du livre, 2011,  (ISBN 0-7553-8172-6)
- Geraint Anderson: "Payback Time", Headline Book Publishing, (Out 21 juin 2012),  (ISBN 0-7553-8175-0)